# Nora (1973, Losey)
Nora ist ein 1972 gedrehtes, britisch-französisches Frauendrama von Joseph Losey mit Jane Fonda in der Titelrolle. Inhaltlich orientiert sich die Geschichte weitgehend an der literarischen Vorlage Nora oder Ein Puppenheim von Henrik Ibsen aus dem Jahr 1879.

## Handlung
Nora und Torvald Helmer, klassische Vertreter des gehobenen, skandinavischen Bürgertums des ausgehenden 19. Jahrhunderts, sind seit acht Jahren miteinander verheiratet und haben drei Kinder. Torvald sieht einer Beförderung  zum Bankdirektor entgegen, was für die Familie bedeutet, sich fortan finanziell nicht mehr einschränken zu müssen. Ihr Mann, ein in Konventionen erstarrter Mann, dem die äußere Erscheinung über alles geht, ermahnt seine Frau sofort, jetzt den Lebensstil nicht dramatisch ändern zu wollen. Für Torvald ist seine Frau wie ein Püppchen, er behandelt sie nicht wie jemand Gleichgestellten, nicht wie eine erwachsene, gleichwertige Frau. Damit setzt sich in Noras Leben eine unglückselige Entwicklung fort, die mit ihrem Vater begann. Auch er nahm Nora nicht für voll und ging mit ihr wie mit einem kleinen Kind um.
Zur Weihnachtszeit bekommt Nora Besuch von ihrer einstigen Freundin Kristine Linde, die sie seit zehn Jahren nicht mehr gesehen hat. Kristine hat vor acht Jahren einen Mann wegen dessen Geldes geheiratet, um ihre Mutter und ihre jüngeren Brüder finanziell zu unterstützen. Als dieser Mann starb, hinterließ er ihr jedoch kein Geld, sodass Kristine wieder arbeiten gehen musste. Derzeit ohne Einkommen, ersucht Kristine Nora, Torvald um eine Stelle in der Bank, der er demnächst vorstehen wird, zu bitten. Nora gesteht gegenüber Kristine, dass sie sich einst von dem Rechtsanwalt Krogstad Geld geliehen habe, ohne dass sie Torvald davon berichtete. Als ihr Vater den Schuldschein als Bürge unterschreiben sollte, passierte ein großes Unglück. Der Vater starb, und so fälschte Nora daraufhin die Unterschrift ihres Vaters, um den Schuldschein abgesichert zu wissen.
Gerade in diesen Weihnachtstagen, als Kristine zu Besuch weilt, bemerkt Krogstad diesen Betrug der Unterschriftsfälschung. Der Anwalt ohne Charakter versucht daraufhin, Nora zu erpressen. Torvald beabsichtigt, sobald er den Direktionsposten antritt, Krogstad, der als Bürokraft in der Bank arbeitet, zu feuern. Denn auch Krogstad soll eine Unterschrift gefälscht haben. Torvald ist gewillt, an Krogstads Stelle Kristine einzustellen. Dieser sieht seine letzte Chance darin, Torvald einen Brief zu senden, in dem er, Krogstad, Nora denunziert und Torvald über Noras einstige Unterschriftenfälschung zu informieren.
Vor langer Zeit hatte Krogstad um Kristines Zuneigung geworben. Sie hatte ihn jedoch zurückgewiesen, da er damals nicht genug Geld verdiente. Jetzt, als sie Krogstad, der von ihren damaligen Beweggründen der Zurückweisung nichts wusste, wiedersieht, gesteht sie ihm ihre Liebe. Diese wiedererwachten Gefühle führen dazu, dass Krogstad seinen schäbigen Erpressungsversuch Nora gegenüber überdenkt. Er beabsichtigt, zu Torvald zu gehen und den an ihn abgesendeten Brief ungeöffnet zurückzuverlangen. Doch Kristine ist anderer Meinung. Sie findet, dass dieser Brief eine überfällige Aussprache Noras mit ihrem Gatten auslösen könnte und sollte, um diese offensichtlich zerrüttete Ehe zu retten. Torvald liest den Brief und reagiert entsetzt und überaus wütend. Ist das die Frau, die er geheiratet hatte? Torvald will um jeden Preis einen Skandal vermeiden und sich weder von Nora trennen noch sich von ihr scheiden lassen. Auch Nora soll nach außen hin die Fassade wahren.
Ein zweiter Brief Krogstads an Torvald enthält den Schuldschein mit der gefälschten Unterschrift Noras. Torvald wirft den Schuldschein ins Feuer und vergibt Nora. Er glaubt, jetzt könne man in das alte Leben zurückkehren. Doch die Ereignisse der letzten Zeit haben in Nora etwas ausgelöst. Sie ist emanzipatorisch gereift und hat erkannt, dass es Torvald in beider Ehe nur um Status und Außenwirkung ging. Nie, so sieht sie ein, war sie ihrem Gatten ein gleichwertiger Partner. Ihr Haus war ein Puppenheim, und sie das dekorative Püppchen mittendrin. Nora zieht die Konsequenzen und verlässt ihren Mann mit den Kindern.

## Produktionsnotizen
- Nora wurde erstmals in der Öffentlichkeit im Mai 1973 auf dem Filmfestival von Cannes vorgestellt, wo der Film allerdings nicht im Wettbewerb lief. In Deutschland lief Nora am 26. Oktober 1973 an. Am 6. November 1976 erfolgte die deutsche Fernseherstausstrahlung in der ARD.
- Laut Der Spiegel spielten die Darsteller ohne Gage, aber mit Gewinnbeteiligung.[1]
- Edith Head schuf die Kostüme, Michel Legrand dirigierte seine eigene Komposition. Eileen Diss lieferte die Filmbauten.
- Unmittelbar zuvor, im Frühling 1973, war eine weitere Verfilmung des Ibsen-Stoffes unter demselben Titel in die Kinos gebracht worden, die allerdings mit Patrick Garland einen weniger bekannten Regisseur hatte – und mit Claire Bloom und Anthony Hopkins auch weitaus weniger spektakulär besetzt war. Dieser Film wurde in Deutschland nicht in die Kinos gebracht und lediglich im DDR-Fernsehen 1978 unter dem Titel Ein Puppenheim gezeigt.

## Kritiken
„Es sind ganz klar die Frauen – und im Grunde nur die Frauen –, die Joseph Loseys ‚Nora‘ -Verfilmung wirklich sehenswert und aufregend machen: Jane Fonda und Delphine Seyrig, die die weiblichen Hauptrollen spielen, aber eben nicht bloß spielen, sondern praktisch leben. (…) Die blanke, zügige, eigensinnige schauspielerische Arbeit dieser beiden sehr konkreten Frauen, ihr immer genau sichtbares Engagement und Temperament ohne eine Spur von Eitelkeit … retten den Film davor, in cinéastisches Kunstgewerbe und männliches Pathos, beides gleich altmodisch wie angestrengt inszeniert, zu versacken. (…) Jane Fonda als Nora ist der Inbegriff einer glücklichen Fehlbesetzung. Sie stößt ab, zieht an, überzeugt nie vollkommen als Nora, aber vollkommen als Jane Fonda. (…) Jane Fonda steigert sich in Noras anfängliche unwürdige Weiblichkeit mit einer Anstrengung hinein, und Losey inszeniert diese Nora auf eine perfide kalte Weise… . Dafür wacht und lebt man später, wenn Nora sich selber entdeckt und sich auf ihre Befreiung zubewegt, genauso stark und physisch auf. Es ist ein Abenteuer, wie sich da dann Jane Fonda als immer souveräner und klarer und wagemutiger werdende Nora zeigt, so körperlich wie bewußt wird. Delphine Seyrig als ihre Freundin Kristine ist fast zu übertrieben Musterexemplar einer Frau, die so viel Kraft aus Enttäuschungen und Verzichten gewonnen hat, daß sie schier beängstigend stark und klar jede Situation, auf die es ankommt, scheint durchleiden und schließlich bewältigen zu können.“

„Um Joseph Loseys ‚Nora‘-Verfilmung hat es viel Aufregung, viel verbalen Wirbel gegeben. Warum, weiß ich nicht. Denn Losey hat ein aggressives Stück zu einem trägen, nur gelegentlich reizvollen Stimmungsbild besänftigt. ‚Eine Art düsterer Melancholie‘ solle über seinem Film schweben, hat sich der Regisseur gewünscht – kein Wunder, daß ihn bei diesem eher defensiven Unternehmen Ibsens böser, heller Blick auf Bürgertum und triviales Leben nicht sehr interessiert hat. So kurios das nach der irreführenden Vorauspropaganda klingen mag: Loseys ‚Nora‘ ist trotz Ibsen und trotz Jane Fonda ein Film für die Männer geworden. An ihrer Verschönerung, und leider nur daran, hat Losey mit Leidenschaft gearbeitet. Aus dem Winkeladvokaten Kronstadt, einer tragikomisch verkorksten Figur, hat Losey etwas sehr Reines, beinahe nur noch Tragisches gemacht: einen Märtyrer der Liebe. Und an Helmer, Noras Ehemann, vielleicht dem widerwärtigsten aller Ibsen-Bürger, läßt er den Schauspieler David Warner elegisch entlangspazieren – alle Attacken Ibsens auf den Mann … verlieren sich in Warners melancholisch-mattem, mit Wehmut kostümiertem Theaterspiel.“

„Feinnervige, poesievolle Umsetzung des Bühnenstücks von Ibsen, wobei Loseys Inszenierung ohne Pathos eigene Interpretationsmöglichkeiten vermittelt. Eine meisterliche Literaturverfilmung.“

„Seinerzeit bei der Uraufführung wurde ‚Nora‘ heftig dafür getadelt, dass man es Ms. Fonda gestattet hatte, ihr ‚feministisches Dogma‘ der Rolle aufzudrücken. In Wahrheit aber ist das, was uns Losey und Fonda präsentieren, nicht die traditionell gedankenlose ‚Treibhausrose‘, die schließlich im dritten Akt ihren Verstand wieder findet, sondern stattdessen eine Frau, die erkennt, dass sie in einem Stereotyp gefangen ist, aber bereit ist, das Spiel mitzuspielen, solange ihr Gatte sie liebt und ihr vertraut.“

„Leidlich erfolgreiche Filmversion des Ibsen-Stücks, eines Blickes wert aufgrund Fondas kontroverser Interpretation einer befreiten Frau des 19. Jahrhunderts.“

„Offene aber weniger effektvolle Version des oben Genannten, mit zuviel feierlichem Ernst und im zentralen Part fehlbesetzt.“